# Hochschule für Gesundheit
Die Hochschule für Gesundheit (HS Gesundheit) in Bochum war eine Fachhochschule (international: University of Applied Sciences) in Nordrhein-Westfalen. Sie wurde am 1. November 2009 gegründet und war die erste staatliche Hochschule in Deutschland, die ausschließlich für Gesundheitsberufe ausbildete. Die Hochschule für Gesundheit und die Hochschule Bochum schlossen sich zum 1. Januar 2025 zusammen.

## Geschichte und Organisation
Die Hochschule wurde am 1. November 2009 gegründet und nahm ihren Lehrbetrieb nach einem Jahr Vorbereitung zum Wintersemester 2010/11 (Beginn des Studienjahrs) mit einem Festakt am 20. September mit 200 Studierenden auf. Die Bildungseinrichtung war die erste staatliche Hochschule für Gesundheitsberufe in Deutschland. Sie bot grundständige Studiengänge im Bereich der Ergotherapie, Hebammenkunde (männliche Absolventen heißen Entbindungspfleger), Logopädie, Pflege, Physiotherapie sowie den Studiengang „Gesundheit und Diversity“ und den berufsbegleitenden Bachelor-Studiengang „Gesundheit und Sozialraum“. Seit dem WS 2015/16 ergänzte der erste Masterstudiengang „Evidence-based Health Care“ das Studienangebot. Im Studiengang Pflege können Studienschwerpunkte in den Bereichen Altenpflege, Gesundheits- und Krankenpflege sowie Gesundheits- und Kinderkrankenpflege gesetzt werden. Die Studierenden erhielten in sieben oder acht Semestern Grundständigem Studium mit ihrem Abschluss gleichzeitig auch die staatliche Befähigung zur Berufsausübung. Dazu erhielten sie studienbegleitende Praktika und Vermittlung an eine praktisch ausbildende Institution. Praktische Übungen, wie Ausbildung am Krankenbett, wurden ebenfalls in den Hochschulunterricht einbezogen. Abgesehen von den für Fachhochschulen geltenden Vorbildungsnachweisen ist ein fachspezifisches vierwöchiges Vorpraktikum nachzuweisen.
Die Hochschule befindet sich seit dem Sommer 2015 auf dem Gesundheitscampus NRW. Die Seminar- und Praxisräume verfügen über Kapazitäten für 1600 Studenten. Ein Veranstaltungszentrum ergänzt die Hochschulräume und bietet Raum für interne und externe Veranstaltungen.
Am 5. März 2024 wurde per Gesetzesentwurf beschlossen, die Hochschule für Gesundheit mit der Hochschule Bochum zu fusionieren. Die Eigenständigkeit endet durch die Integration in die Hochschule Bochum, das Studienangebot der Hochschule für Gesundheit bleibt aber bestehen.

### Neubau
Am 28. September 2012 wurde der Grundstein für den Neubau gesetzt. Das Gebäude besteht aus zwei kubischen Baukörpern mit weißer Putzfassade. Der Entwurf stammt vom Architekturbüro leonwohlhage. Die Eröffnung wurde durch diverse Probleme in der Bauphase (v. a. bei der Brandschutztechnik) verzögert.
Der Vertrag mit dem ausführenden Unternehmen Imtech wurde 2014 gekündigt. Am 26. Oktober 2015 wurde die Hochschule für Gesundheit eröffnet.

## Departments und Studiengänge
Die Studiengänge an der Hochschule für Gesundheit verteilen sich auf drei Departments (entspr. Fachbereichen), insgesamt werden 11 Bachelor- und 5 Masterstudiengänge angeboten.

### Department für Angewandte Gesundheitswissenschaften
| Studiengänge                         | Regelstudienzeit       | Abschluss                                                   | Ziel des Studiums |
| ------------------------------------ | ---------------------- | ----------------------------------------------------------- | --- |
| Hebammenkunde nachqualifizierend     | 7 Semester (3,5 Jahre) | Bachelor of Science (B.Sc.)                                 | Der Bachelorstudiengang Hebammenkunde nachqualifizierend richtet sich an Hebammen und Entbindungspfleger mit Berufszulassung. Der Studiengang ist so konzipiert, dass Sie einen direkt auf Ihren Beruf bezogenen Studienabschluss erwerben können.                                                                            |
| Ergotherapie                         | 7 Semester (3,5 Jahre) | Bachelor of Science (inkl. staatl. Prüfung und Anerkennung) | Während des theoretischen und praktischen Studiums werden therapeutische Methoden und Strategien sowie wissenschaftliche Erkenntnisse zu Therapiemethoden gelehrt. |
| Hebammenwissenschaft                 | 7 Semester (3,5 Jahre) | Bachelor of Science (inkl. staatl. Prüfung und Anerkennung) | Der Studiengang vermittelt Erkenntnisse der evidenzbasierten Forschung als auch traditionelles Erfahrungswissen der praktischen Geburtshilfe. |
| Logopädie                            | 7 Semester (3,5 Jahre) | Bachelor of Science (inkl. staatl. Prüfung und Anerkennung) | Sprach-, Sprech- und Hörstörungen bei Kindern und Erwachsenen, Probleme mit Stimme und Atmung – die Studierenden des Studiengangs Logopädie befassen sich nicht nur in der Theorie mit dem Thema Kommunikationsstörungen, sondern lernen in regelmäßigen Praxiseinheiten den Berufsalltag mit seinen Aufgabengebieten kennen. |
| Physiotherapie                       | 7 Semester (3,5 Jahre) | Bachelor of Science (inkl. staatl. Prüfung und Anerkennung) | Im theoretischen Teil des Studiums stehen Themen wie „Professionelle Kommunikation und Interaktion“, „Stationäre Versorgung“, „Neurorehabilitation“, „Versorgung von Langzeitpatienten“ und „Bewegung und Sport“ auf dem Studienplan. Das Berufsfeld erlernen die Studierenden in regelmäßigen praktischen Studienphasen.     |
| Angewandte Gesundheitswissenschaften | 4 Semester (2 Jahre)   | Master of Science                                           | Der Studiengang Angewandte Gesundheitswissenschaften qualifiziert Studierende zur wissenschaftlichen Bewertung klinischer Maßnahmen und zur Bewertung der Evidenz klinischer Maßnahmen in den Gesundheitsberufen. |

### Department of Community Health
| Studiengänge                                      | Regelstudienzeit     | Abschluss        | Ziel des Studiums |
| ------------------------------------------------- | -------------------- | ---------------- | --- |
| Gesundheit und Diversity                          | 6 Semester (3 Jahre) | Bachelor of Arts | Der Studiengang beinhaltet den Erwerb gesundheitswissenschaftlicher, soziologischer, betriebswirtschaftlicher und didaktischer Kompetenzen. Hinzu kommt die praktische Auseinandersetzung mit der Entwicklung von Konzepten und Programmen für Personen und Personengruppen mit relevanten Diversitätsmerkmalen.                               |
| Gesundheitsdaten und Digitalisierung              | 6 Semester (3 Jahre) | Bachelor of Arts | Absolventen werden im Schnittstellenbereich ‚Gesundheit – Datenmanagement – Diversity und Empowerment‘ ausgebildet. |
| Gesundheit und Sozialraum (berufsbegleitend)      | 8 Semester (4 Jahre) | Bachelor of Arts | Das berufsbegleitende Studium ergänzt Kompetenzen aus dem Grundlagenbereich Krankheit und Gesundheit um die Bereiche wissenschaftliches Arbeiten, Gesundheitswissenschaften, Gesundheitsökonomie, Projekt- und Qualitätsmanagement, Stadt-/Raumplanung, Gesundheitstechnologien, Kommunikation, Gesundheitspsychologie und Nutzerorientierung. |
| Gesundheit und Diversity in der Arbeit (Vollzeit) | 4 Semester (2 Jahre) | Master of Arts   | Der Master-Studiengang 'Gesundheit und Diversity in der Arbeit' richtet sich an Menschen mit einem abgeschlossenen, grundständigen Studium, die sich der Themen Gesundheit und Diversity im betrieblichen Kontext annehmen wollen. |
| Gesundheit und Diversity in der Arbeit (Teilzeit) | 6 Semester (3 Jahre) | Master of Arts   | Der Master-Studiengang 'Gesundheit und Diversity in der Arbeit' richtet sich an Menschen mit einem abgeschlossenen, grundständigen Studium, die sich der Themen Gesundheit und Diversity im betrieblichen Kontext annehmen wollen. |
| Gesundheit und Diversity in der Arbeit (Vollzeit) | 4 Semester (2 Jahre) | Master of Arts   | Der Master-Studiengang 'Gesundheit und Diversity in der Arbeit' richtet sich an Menschen mit einem abgeschlossenen, grundständigen Studium, die sich der Themen Gesundheit und Diversity im betrieblichen Kontext annehmen wollen. |

### Department für Pflegewissenschaft
| Studiengänge                                      | Regelstudienzeit | Abschluss                                                   | Ziel des Studiums |
| ------------------------------------------------- | --- | ----------------------------------------------------------- | --- |
| Pflege (primärqualifizierend)                     | 8 Semester (4 Jahre) | Bachelor of Science (inkl. staatl. Prüfung und Anerkennung) | Ziel des Studiengangs ist die Befähigung zu evidenzbasiertem, also wissenschaftlich fundiertem Arbeiten in klinischen und außerklinischen pflegepraktischen Handlungsfeldern. Der Unterricht an der HS Gesundheit ist theoretisch und fachpraktisch, außerdem gibt es Praktikaphasen. |
| Evidenzbasierung pflegerischen Handelns           | 6 Semester (3 Jahre) | Bachelor of Science                                         | Grundlegendes Ziel des Bachelorstudiengangs ist es, vorhandene Fachkenntnisse durch evidenzbasiertes Wissen zu den Themen ’Pflege und Gesundheit‘, 'Kommunikation' und 'Kompetenzentwicklung von heilkundlichen Tätigkeiten' ergänzen und zu erweitern.                               |
| Bildung im Gesundheitswesen – Fachrichtung Pflege | 6 Semester (3 Jahre) | Master of Science                                           | Der Bedarf an qualifizierten Pflegelehrenden wächst, Nach dem Studium sind Sie in der Lage, dem Pflegepersonal die notwendigen fachlichen und persönlichen Kompetenzen für das komplexe Aufgabenfeld der professionellen Pflege zu vermitteln.                                        |
| Clinical Research Management                      | 7–9 Semester* *9 Semester Regelstudienzeit (7 Studiensemester durch Anerkennung von Leistungen bei einer abgeschlossenen min. 3-jährigen Ausbildung in einem Gesundheitsfachberuf) | Bachelor of Science                                         | Der Studiengang Clinical Research Management kombiniert Kenntnisse für die administrative und organisatorische Abwicklung einer klinischen Studie mit einem breiten wissenschaftlichen Hintergrund in den Fachgebieten der beteiligten Akteure.                                       |

## Forschung an der Hochschule für Gesundheit Bochum

### Forschungsziele
Neben dem Ziel, die Akademisierung der Gesundheitsfachberufe und deren Kooperation mit der Medizin zu fördern, sollen die Forschungen an der HS Gesundheit auch einen Beitrag zur besseren gesundheitlichen Versorgung der Bevölkerung leisten. Wissenschaftlicher Nachwuchs wird gefördert, ebenso die interdisziplinäre Zusammenarbeit in der Gesundheitsversorgung.

### Forschungsschwerpunkte
Die aktuellen Forschungsschwerpunkte lauten „Diagnostik und Intervention“, „Gesundheit und Technologie“ sowie „Kultur und Gesundheit“.

### Institut für Angewandte Gesundheitsforschung (IAG)
Das Institut für Angewandte Gesundheitsforschung (IAG) wurde im Februar 2016 durch das Präsidium der Hochschule für Gesundheit gegründet und Anfang November 2016 auf dem Gesundheitscampus NRW in Bochum eröffnet. Als zentrale Einrichtung widmet es sich primär der Gesundheitsforschung aus interdisziplinärer Perspektive. Ziel ist es, einen Beitrag zur Lösung gesellschaftlicher und gesundheitlicher Fragestellungen zu leisten.

## Online-Magazin „gesichter“
Das Hochschule-Magazin „gesichter“ erscheint online und berichtet regelmäßig über Neuigkeiten und Entwicklungen im Gesundheitswesen und an der Hochschule für Gesundheit in Bochum.